# Vika distrikt
Vika distrikt är ett distrikt i Falu kommun och Dalarnas län. Distriktet ligger omkring Vika i östra Dalarna.

## Tidigare administrativ tillhörighet
Distriktet inrättades 2016 och utgörs av en del av området Falu stad omfattade till 1971, en del av området som före 1967 utgjorde  Vika socken.
Området motsvarar den omfattning Vika församling hade 1999/2000 sedan medeltida utbrytning av Hosjö församling.

## Tätorter och småorter
I Vika distrikt finns en tätort och tre småorter.

### Tätorter
- Vika

### Småorter
- Herrgårdsviken
- Kniva
- Strand